# Страхование от несчастных случаев на производстве и профзаболеваний в России
Страхование от несчастных случаев на производстве и профессиональных заболеваний — вид страхования, имеющий целью защиту имущественных интересов как работников, так и работодателей в связи с возможными несчастными случаями на производстве и профессиональными заболеваниями.
Данное страхование производится в обязательной и добровольной форме.

## Обязательное страхование от несчастных случаев на производстве и профессиональных заболеваний
Обязательное социальное страхование от несчастных случаев на производстве и профессиональных заболеваний осуществляется в Российской Федерации в соответствии с Федеральным законом «Об обязательном социальном страховании от несчастных случаев на производстве и профессиональных заболеваний» от 24 июля 1998 года 125-ФЗ с 1 января 2000 года. Данным федеральным законом установлены правовые, экономические и организационные основы этого вида страхования, определен порядок возмещения вреда, причиненного жизни и здоровью застрахованного работника при исполнении им обязанностей по трудовому договору (контракту) и в иных установленных настоящим Федеральным законом случаях.
Страхователями по данному виду страхования выступают: юридическое лицо любой организационно-правовой формы, в том числе иностранные организации, осуществляющие свою деятельность на территории России и нанимающие граждан Российской Федерации, либо физическое лицо, использующее наёмных работников, подлежащих обязательному социальному страхованию от несчастных случаев на производстве и профзаболеваний.
Страховщиком по данному виду страхования выступает Фонд социального страхования Российской Федерации.

## Цели и задачи страхования
Главной задачей данного вида страхования является социальная защита застрахованных при наступлении страхового несчастного случая или профессионального заболевания, повлекших за собой временную или стойкую утрату профессиональной трудоспособности. В случае смерти застрахованного обеспечивается социальная защита иждивенцев и других граждан, имеющих право на обеспечение по страхованию в связи со смертью кормильца.
Наряду с этим данный вид страхования призван обеспечить экономическую заинтересованность субъектов страхования (застрахованный, страхователь, страховщик) в снижении профессионального риска за счет установления дифференцированных страховых тарифов;
Возмещение вреда, причиненного жизни и здоровью застрахованного при исполнении им обязанностей по трудовому договору (контракту) и в иных установленных Федеральным законом от 24 июля 1998 года 125-ФЗ случаях, осуществляется путём предоставления застрахованному в полном объеме всех необходимых видов обеспечения по данному виду страхования, включая оплату расходов на медицинскую, социальную и профессиональную реабилитацию.
С помощью страховых фондов, формируемых за счет страховых взносов по данному страхованию, осуществляется финансирование предупредительных мероприятий по сокращению производственного травматизма и профессиональных заболеваний. В соответствии со статьей 17 Федерального закона от 19.12.2006 N 234-ФЗ «О бюджете Фонда социального страхования Российской Федерации на 2007 год» Фонду предоставлено право принимать решения о направлении страхователем до 20 процентов сумм страховых взносов на финансирование предупредительных мер по сокращению производственного травматизма и профессиональных заболеваний работников и санаторно-курортное лечение работников, занятых на работах с вредными и (или) опасными производственными факторами.

## Размер страховых взносов
Страховая защита обеспечивается в основном за счёт денежных фондов, формируемых из обязательных страховых взносов страхователей, капитализированных платежей, поступивших страховщику в случае ликвидации страхователей, а также за счёт взыскания штрафов, пени и иных поступлений, не противоречащих законодательству Российской Федерации.
Размер страховых тарифов устанавливается в зависимости от видов экономической деятельности на основе Общероссийского классификатора видов экономической деятельности. Классификация видов экономической деятельности по классам профессионального риска утверждается Министерством здравоохранения и социального развития Российской Федерации. Всего выделено 32 класса профессионального риска.
К страховым тарифам на обязательное социальное страхование от несчастных случаев на производстве и профессиональных заболеваний страхователям устанавливаются скидки и надбавки в соответствии с Правилами, утвержденными Постановлением Правительства Российской Федерации от 6 сентября 2001 года № 652.